# Anastasia Voznesenskaya
Anastasia Valentinovna Voznesenskaya (Moscú, 27 de julio de 1943-Ib., 14 de enero de 2022) fue una actriz rusa de teatro y cine, premiada con la distinción honorífica Artista del Pueblo de la Federación Rusa (1997).

## Primeros años de vida y carrera
Nació el 27 de julio de 1943 en Moscú y estudió en la Escuela de Teatro Artístico de Moscú. En 1965, tras graduarse en la Escuela de Estudio, fue aceptada en la compañía del Teatro Sovremennik. Después de que Oleg Yefrémov dejara el Sovremennik, ella le siguió al Teatro de Arte de Moscú.
Debutó en el cine en 1965, y se hizo muy conocida por el papel femenino principal en la popular película Major Whirlwind.
La última vez que apareció en el escenario del Teatro del Arte de Moscú de A.P. Chekhova junto a su marido, el actor Andréi Myagkov, fue en mayo de 2013 en la obra White rabbit.

## Vida personal y muerte
Estuvo casada con el actor Andrey Myagkov desde 1963 hasta su muerte en 2021. A finales de diciembre de 2021 dio positivo en las pruebas de COVID-19. Murió de esta enfermedad en Moscú el 14 de enero de 2022, a la edad de 78 años.

## Filmografía
- No Password Necessary (1967) como Sashenyka Gavrilina
- Major Whirlwind (1967) como Anya
- To love (1968) como Chica con un globo
- Adam and Eve (1969) como Ishat
- The Garage (1979) como Anna Alekseevna Kushakova
- Station for Two (1982) como Yuliya
- Crash – Cop's Daughter (1989) como Vera Nikolayeva, madre de Valeria.